# 北桑田郡

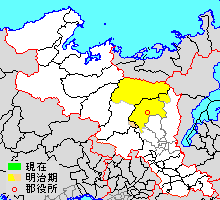
京都府北桑田郡の位置（薄黄：後に他郡に編入された区域）

北桑田郡（きたくわだぐん）は、京都府にあった郡。

## 郡域
1879年（明治12年）に行政区画として発足した当時の郡域は、下記の区域にあたる。
- 京都市
  - 右京区の一部（京北各町）
  - 左京区の一部（広河原各町）
- 南丹市の一部（美山町各町・八木町神吉）

## 歴史

### 郡発足までの沿革
- 「旧高旧領取調帳」に記載されている、桑田郡のうち後の当郡域の、明治初年時点での支配は以下の通り。●は村内に寺社領が存在。篠山藩領のうち余野村・灰屋村・広河原村・庄田村・細川滝村は幕末時点では京都代官が管轄する幕府領であったが、明治2年に領地替えとなった[注 1]。（119村）

| 知行   | 知行                 | 村数 | 村名 |
| ------ | -------------------- | ---- | --- |
| 幕府領 | 旗本領               | 11村 | 長野村、神吉下村、弓削村、下村（現・京都市）、辻村、大野村（現・京都市）、中江村、芹生村、山森村、脇村 |
| 藩領   | 丹波園部藩           | 47村 | 柏原村、弓槻村、栃本村、中地村、栗生谷村、浮井村、明石村、田貫村、室谷村、知見中村、知見村、芦生村、佐々里村、白石村、上平屋村、安掛村、又林村、長尾村、野添村、深見村、宮脇村、下平屋村、板橋村、原村、島村、下吉田村、大内村、荒倉村、上久保村、棚村、殿村、船津村、上吉田村、林村、大及村、熊壁村、今宮村、市場村、野々中村、栃原村、砂木村、上司村、和泉村、沢田村、棚田村、川谷村、樫原村                                                     |
| 藩領   | 丹波篠山藩           | 48村 | 神吉和田村、神吉上村、余野村、五本松村、魚ヶ淵村、下熊田村、周山下村、矢代中村、周山上村、上熊田村、西村、浅江村、漆谷村、宇野村、中熊田村、下中村、清田村、井崎村、上中村、塩田村、沢矢谷村、赤石村、片波村、初川村、灰屋村、広河原村、知井中村、下村（現・南丹市）、北村、南村、河内谷村、江和村、田歌村、松尾村、神谷村、名島村、洞村、田土村、河合村、庄田村、岩江土村、萱野村、小笹尾村、大野村（現・南丹市）、小淵村、肱谷村、向山村、音海村 |
| その他 | 元御料               | 7村  | 鳥居村、塔村、上黒田村、下黒田村、●井戸村、宮村、小塩村 |
| その他 | 公家二条家領         | 4村  | 細川下村、細川田尻村、細川上村、細川中村 |
| その他 | 公家二条家領・篠山藩 | 1村  | 細川滝村 |
| その他 | 梶井宮門跡領・旗本領 | 1村  | 比賀江村 |

- 慶応4年閏4月28日（1868年6月18日） - 旗本領などが久美浜県の管轄となる。
- 明治2年6月19日（1869年7月27日） - 丹波亀山藩が任知藩事にともない改称して亀岡藩となる。
- 明治4年
  - 7月14日（1871年8月29日） - 廃藩置県により、藩領が園部県、篠山県の管轄となる。
  - 11月2日（1871年12月13日） - 第1次府県統合により、篠山県の管轄地域が豊岡県の管轄となる。
  - 11月22日（1872年1月2日） - 第1次府県統合により京都府の管轄となる。
- 明治7年（1874年） - 下記の村の統合が行われる。（107村）
  - 下宇津村 ← 粟生谷村、浮井村
  - 長谷村 ← 沢田村、棚田村
  - 細野村 ← 長野村、余野村、細川下村、細川田尻村、細川上村、細川中村、細川滝村
  - 神吉村 ← 神吉下村、神吉和田村、神吉上村
  - 清田村・沢矢谷村が下弓削村に合併。
- 明治9年（1876年） - 下記の村の統合が行われる。（86村）
  - 福居村 ← 山森村、脇村、熊壁村、庄田村
  - 静原村 ← 市場村、野々中村
  - 三埜村 ← 川谷村、岩江土村、小笹尾村
  - 内久保村 ← 大内村、上久保村
  - 鶴ヶ岡村 ← 棚村、殿村、船津村、河合村
  - 盛郷村 ← 上吉田村、林村、大及村、田土村
  - 高野村 ← 今宮村、栃原村、砂木村
  - 周山村 ← 魚ヶ淵村、周山下村、周山上村
  - 熊田村 ← 上熊田村、中熊田村
  - 豊郷村 ← 松尾村、神谷村、名島村、洞村

### 郡発足以降の沿革
- 明治12年（1879年）（85村）
  - 4月10日 - 郡区町村編制法の京都府での施行により、桑田郡のうち比賀江村など86村の区域をもって北桑田郡が発足。郡役所が比賀江村に設置。
  - 知見中村・知井中村が合併して中村となる。

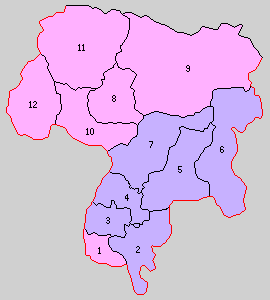
1.神吉村 2.細野村 3.宇津村 4.周山村 5.山国村 6.黒田村 7.弓削村 8.平屋村 9.知井村 10.宮島村 11.鶴ヶ岡村 12.大野村（紫：京都市 桃：南丹市）

- 明治22年（1889年）4月1日 - 町村制の施行により、下記の町村が発足。郡役所の所在地が山国村となる。（12村）
  - 神吉村（単独村制。現・南丹市）
  - 細野村（単独村制。現・京都市右京区）
  - 宇津村 ← 中地村、柏原村、弓槻村、栃本村、下宇津村、明石村（現・京都市右京区）
  - 周山村 ← 周山村、下熊田村、五本松村、矢代中村、熊田村、漆谷村、西村、宇野村、浅江村（現・京都市右京区）
  - 山国村 ← 小塩村、井戸村、初川村、大野村、比賀江村、中江村、辻村、塔村、鳥居村、下村（現・京都市右京区）
  - 黒田村 ← 芹生村、下黒田村、宮村、上黒田村、灰屋村、片波村（現・京都市右京区）、広河原村（現・京都市左京区）
  - 弓削村 ← 上弓削村、上中村、下中村、下弓削村、井崎村、塩田村、田貫村、室谷村、赤石村（現・京都市右京区）
  - 平屋村 ← 深見村、長尾村、又林村、下平屋村、上平屋村、安掛村、野添村、内久保村、荒倉村（現・南丹市）
  - 知井村 ← 南村、北村、中村、河内谷村、下村、知見村、江和村、田歌村、芦生村、白石村、佐々里村（現・南丹市）
  - 宮島村 ← 宮脇村、板橋村、下吉田村、原村、静原村、和泉村、上司村、長谷村、島村（現・南丹市）
  - 鶴ヶ岡村 ← 鶴ヶ岡村、高野村、豊郷村、盛郷村、福居村（現・南丹市）
  - 大野村 ← 萱野村、大野村、三埜村、肱谷村、小淵村、向山村、樫原村、音海村（現・南丹市）
- 明治32年（1899年）7月1日 - 郡制を施行。
- 大正12年（1923年）4月1日 - 郡会が廃止。郡役所は存続。
- 大正15年（1926年）7月1日 - 郡役所が廃止。以降は地域区分名称となる。
- 昭和18年（1943年）4月1日 - 周山村が町制施行して周山町となる。（1町11村）
- 昭和30年（1955年）
  - 3月1日 - 周山町・細野村・宇津村・山国村・黒田村・弓削村が合併して京北町が発足。（1町5村）
  - 4月1日（2町）
    - 知井村・平屋村・宮島村・鶴ヶ岡村・大野村が合併して美山町が発足。
    - 神吉村が船井郡八木町に編入。
- 昭和32年（1957年）4月1日 - 京北町の一部（広河原）が京都市左京区に編入。
- 平成17年（2005年）4月1日 - 京北町が京都市右京区に編入。（1町）
- 平成18年（2006年）1月1日 - 美山町が船井郡園部町・八木町・日吉町と合併して南丹市が発足。同日北桑田郡消滅。

| 明治以前   | 明治初年 - 明治22年 | 明治22年 4月1日 町村制施行 | 明治22年 - 大正15年        | 昭和元年 - 昭和30年               | 昭和31年 - 昭和64年               | 平成元年 - 現在                   | 現在          |
| ---------- | ------------------- | -------------------------- | -------------------------- | --------------------------------- | --------------------------------- | --------------------------------- | ------------- |
| 魚ヶ淵村   | 明治9年 周山村      | 周山村                     | 昭和18年4月1日 町制 周山町 | 昭和30年3月1日 京北町             | 京北町                            | 平成17年4月1日 京都市右京区に編入 | 京都市 右京区 |
| 周山下村   | 明治9年 周山村      | 周山村                     | 昭和18年4月1日 町制 周山町 | 昭和30年3月1日 京北町             | 京北町                            | 平成17年4月1日 京都市右京区に編入 | 京都市 右京区 |
| 周山上村   | 明治9年 周山村      | 周山村                     | 昭和18年4月1日 町制 周山町 | 昭和30年3月1日 京北町             | 京北町                            | 平成17年4月1日 京都市右京区に編入 | 京都市 右京区 |
| 下熊田村   | 下熊田村            | 周山村                     | 昭和18年4月1日 町制 周山町 | 昭和30年3月1日 京北町             | 京北町                            | 平成17年4月1日 京都市右京区に編入 | 京都市 右京区 |
| 五本松村   | 五本松村            | 周山村                     | 昭和18年4月1日 町制 周山町 | 昭和30年3月1日 京北町             | 京北町                            | 平成17年4月1日 京都市右京区に編入 | 京都市 右京区 |
| 矢代中村   | 矢代中村            | 周山村                     | 昭和18年4月1日 町制 周山町 | 昭和30年3月1日 京北町             | 京北町                            | 平成17年4月1日 京都市右京区に編入 | 京都市 右京区 |
| 上熊田村   | 明治9年 熊田村      | 周山村                     | 昭和18年4月1日 町制 周山町 | 昭和30年3月1日 京北町             | 京北町                            | 平成17年4月1日 京都市右京区に編入 | 京都市 右京区 |
| 中熊田村   | 明治9年 熊田村      | 周山村                     | 昭和18年4月1日 町制 周山町 | 昭和30年3月1日 京北町             | 京北町                            | 平成17年4月1日 京都市右京区に編入 | 京都市 右京区 |
| 漆谷村     | 漆谷村              | 周山村                     | 昭和18年4月1日 町制 周山町 | 昭和30年3月1日 京北町             | 京北町                            | 平成17年4月1日 京都市右京区に編入 | 京都市 右京区 |
| 西村       | 西村                | 周山村                     | 昭和18年4月1日 町制 周山町 | 昭和30年3月1日 京北町             | 京北町                            | 平成17年4月1日 京都市右京区に編入 | 京都市 右京区 |
| 宇野村     | 宇野村              | 周山村                     | 昭和18年4月1日 町制 周山町 | 昭和30年3月1日 京北町             | 京北町                            | 平成17年4月1日 京都市右京区に編入 | 京都市 右京区 |
| 浅江村     | 浅江村              | 周山村                     | 昭和18年4月1日 町制 周山町 | 昭和30年3月1日 京北町             | 京北町                            | 平成17年4月1日 京都市右京区に編入 | 京都市 右京区 |
| 上弓削村   | 上弓削村            | 弓削村                     | 弓削村                     | 昭和30年3月1日 京北町             | 京北町                            | 平成17年4月1日 京都市右京区に編入 | 京都市 右京区 |
| 上中村     | 上中村              | 弓削村                     | 弓削村                     | 昭和30年3月1日 京北町             | 京北町                            | 平成17年4月1日 京都市右京区に編入 | 京都市 右京区 |
| 下中村     | 下中村              | 弓削村                     | 弓削村                     | 昭和30年3月1日 京北町             | 京北町                            | 平成17年4月1日 京都市右京区に編入 | 京都市 右京区 |
| 下弓削村   | 明治7年 下弓削村    | 弓削村                     | 弓削村                     | 昭和30年3月1日 京北町             | 京北町                            | 平成17年4月1日 京都市右京区に編入 | 京都市 右京区 |
| 清田村     | 明治7年 下弓削村    | 弓削村                     | 弓削村                     | 昭和30年3月1日 京北町             | 京北町                            | 平成17年4月1日 京都市右京区に編入 | 京都市 右京区 |
| 沢矢谷村   | 明治7年 下弓削村    | 弓削村                     | 弓削村                     | 昭和30年3月1日 京北町             | 京北町                            | 平成17年4月1日 京都市右京区に編入 | 京都市 右京区 |
| 井崎村     | 井崎村              | 弓削村                     | 弓削村                     | 昭和30年3月1日 京北町             | 京北町                            | 平成17年4月1日 京都市右京区に編入 | 京都市 右京区 |
| 塩田村     | 塩田村              | 弓削村                     | 弓削村                     | 昭和30年3月1日 京北町             | 京北町                            | 平成17年4月1日 京都市右京区に編入 | 京都市 右京区 |
| 田貫村     | 田貫村              | 弓削村                     | 弓削村                     | 昭和30年3月1日 京北町             | 京北町                            | 平成17年4月1日 京都市右京区に編入 | 京都市 右京区 |
| 室谷村     | 室谷村              | 弓削村                     | 弓削村                     | 昭和30年3月1日 京北町             | 京北町                            | 平成17年4月1日 京都市右京区に編入 | 京都市 右京区 |
| 赤石村     | 赤石村              | 弓削村                     | 弓削村                     | 昭和30年3月1日 京北町             | 京北町                            | 平成17年4月1日 京都市右京区に編入 | 京都市 右京区 |
| 小塩村     | 小塩村              | 山国村                     | 山国村                     | 昭和30年3月1日 京北町             | 京北町                            | 平成17年4月1日 京都市右京区に編入 | 京都市 右京区 |
| 井戸村     | 井戸村              | 山国村                     | 山国村                     | 昭和30年3月1日 京北町             | 京北町                            | 平成17年4月1日 京都市右京区に編入 | 京都市 右京区 |
| 初川村     | 初川村              | 山国村                     | 山国村                     | 昭和30年3月1日 京北町             | 京北町                            | 平成17年4月1日 京都市右京区に編入 | 京都市 右京区 |
| 大野村     | 大野村              | 山国村                     | 山国村                     | 昭和30年3月1日 京北町             | 京北町                            | 平成17年4月1日 京都市右京区に編入 | 京都市 右京区 |
| 比賀江村   | 比賀江村            | 山国村                     | 山国村                     | 昭和30年3月1日 京北町             | 京北町                            | 平成17年4月1日 京都市右京区に編入 | 京都市 右京区 |
| 中江村     | 中江村              | 山国村                     | 山国村                     | 昭和30年3月1日 京北町             | 京北町                            | 平成17年4月1日 京都市右京区に編入 | 京都市 右京区 |
| 辻村       | 辻村                | 山国村                     | 山国村                     | 昭和30年3月1日 京北町             | 京北町                            | 平成17年4月1日 京都市右京区に編入 | 京都市 右京区 |
| 塔村       | 塔村                | 山国村                     | 山国村                     | 昭和30年3月1日 京北町             | 京北町                            | 平成17年4月1日 京都市右京区に編入 | 京都市 右京区 |
| 鳥居村     | 鳥居村              | 山国村                     | 山国村                     | 昭和30年3月1日 京北町             | 京北町                            | 平成17年4月1日 京都市右京区に編入 | 京都市 右京区 |
| 下村       | 下村                | 山国村                     | 山国村                     | 昭和30年3月1日 京北町             | 京北町                            | 平成17年4月1日 京都市右京区に編入 | 京都市 右京区 |
| 長野村     | 明治7年 細野村      | 細野村                     | 細野村                     | 昭和30年3月1日 京北町             | 京北町                            | 平成17年4月1日 京都市右京区に編入 | 京都市 右京区 |
| 余野村     | 明治7年 細野村      | 細野村                     | 細野村                     | 昭和30年3月1日 京北町             | 京北町                            | 平成17年4月1日 京都市右京区に編入 | 京都市 右京区 |
| 細川下村   | 明治7年 細野村      | 細野村                     | 細野村                     | 昭和30年3月1日 京北町             | 京北町                            | 平成17年4月1日 京都市右京区に編入 | 京都市 右京区 |
| 細川田尻村 | 明治7年 細野村      | 細野村                     | 細野村                     | 昭和30年3月1日 京北町             | 京北町                            | 平成17年4月1日 京都市右京区に編入 | 京都市 右京区 |
| 細川上村   | 明治7年 細野村      | 細野村                     | 細野村                     | 昭和30年3月1日 京北町             | 京北町                            | 平成17年4月1日 京都市右京区に編入 | 京都市 右京区 |
| 細川中村   | 明治7年 細野村      | 細野村                     | 細野村                     | 昭和30年3月1日 京北町             | 京北町                            | 平成17年4月1日 京都市右京区に編入 | 京都市 右京区 |
| 細川滝村   | 明治7年 細野村      | 細野村                     | 細野村                     | 昭和30年3月1日 京北町             | 京北町                            | 平成17年4月1日 京都市右京区に編入 | 京都市 右京区 |
| 中地村     | 中地村              | 宇津村                     | 宇津村                     | 昭和30年3月1日 京北町             | 京北町                            | 平成17年4月1日 京都市右京区に編入 | 京都市 右京区 |
| 柏原村     | 柏原村              | 宇津村                     | 宇津村                     | 昭和30年3月1日 京北町             | 京北町                            | 平成17年4月1日 京都市右京区に編入 | 京都市 右京区 |
| 弓槻村     | 弓槻村              | 宇津村                     | 宇津村                     | 昭和30年3月1日 京北町             | 京北町                            | 平成17年4月1日 京都市右京区に編入 | 京都市 右京区 |
| 栃本村     | 栃本村              | 宇津村                     | 宇津村                     | 昭和30年3月1日 京北町             | 京北町                            | 平成17年4月1日 京都市右京区に編入 | 京都市 右京区 |
| 粟生谷村   | 明治7年 下宇津村    | 宇津村                     | 宇津村                     | 昭和30年3月1日 京北町             | 京北町                            | 平成17年4月1日 京都市右京区に編入 | 京都市 右京区 |
| 浮井村     | 明治7年 下宇津村    | 宇津村                     | 宇津村                     | 昭和30年3月1日 京北町             | 京北町                            | 平成17年4月1日 京都市右京区に編入 | 京都市 右京区 |
| 明石村     | 明石村              | 宇津村                     | 宇津村                     | 昭和30年3月1日 京北町             | 京北町                            | 平成17年4月1日 京都市右京区に編入 | 京都市 右京区 |
| 芹生村     | 芹生村              | 黒田村                     | 黒田村                     | 昭和30年3月1日 京北町             | 京北町                            | 平成17年4月1日 京都市右京区に編入 | 京都市 右京区 |
| 下黒田村   | 下黒田村            | 黒田村                     | 黒田村                     | 昭和30年3月1日 京北町             | 京北町                            | 平成17年4月1日 京都市右京区に編入 | 京都市 右京区 |
| 宮村       | 宮村                | 黒田村                     | 黒田村                     | 昭和30年3月1日 京北町             | 京北町                            | 平成17年4月1日 京都市右京区に編入 | 京都市 右京区 |
| 上黒田村   | 上黒田村            | 黒田村                     | 黒田村                     | 昭和30年3月1日 京北町             | 京北町                            | 平成17年4月1日 京都市右京区に編入 | 京都市 右京区 |
| 灰屋村     | 灰屋村              | 黒田村                     | 黒田村                     | 昭和30年3月1日 京北町             | 京北町                            | 平成17年4月1日 京都市右京区に編入 | 京都市 右京区 |
| 片波村     | 片波村              | 黒田村                     | 黒田村                     | 昭和30年3月1日 京北町             | 京北町                            | 平成17年4月1日 京都市右京区に編入 | 京都市 右京区 |
| 広河原村   | 広河原村            | 黒田村                     | 黒田村                     | 昭和30年3月1日 京北町             | 昭和32年4月1日 京都市左京区に編入 | 京都市左京区                      | 京都市 左京区 |
| 深見村     | 深見村              | 平屋村                     | 平屋村                     | 昭和30年4月1日 美山町             | 美山町                            | 平成18年1月1日 南丹市             | 南丹市        |
| 長尾村     | 長尾村              | 平屋村                     | 平屋村                     | 昭和30年4月1日 美山町             | 美山町                            | 平成18年1月1日 南丹市             | 南丹市        |
| 又林村     | 又林村              | 平屋村                     | 平屋村                     | 昭和30年4月1日 美山町             | 美山町                            | 平成18年1月1日 南丹市             | 南丹市        |
| 下平屋村   | 下平屋村            | 平屋村                     | 平屋村                     | 昭和30年4月1日 美山町             | 美山町                            | 平成18年1月1日 南丹市             | 南丹市        |
| 上平屋村   | 上平屋村            | 平屋村                     | 平屋村                     | 昭和30年4月1日 美山町             | 美山町                            | 平成18年1月1日 南丹市             | 南丹市        |
| 安掛村     | 安掛村              | 平屋村                     | 平屋村                     | 昭和30年4月1日 美山町             | 美山町                            | 平成18年1月1日 南丹市             | 南丹市        |
| 野添村     | 野添村              | 平屋村                     | 平屋村                     | 昭和30年4月1日 美山町             | 美山町                            | 平成18年1月1日 南丹市             | 南丹市        |
| 大内村     | 明治9年 内久保村    | 平屋村                     | 平屋村                     | 昭和30年4月1日 美山町             | 美山町                            | 平成18年1月1日 南丹市             | 南丹市        |
| 上久保村   | 明治9年 内久保村    | 平屋村                     | 平屋村                     | 昭和30年4月1日 美山町             | 美山町                            | 平成18年1月1日 南丹市             | 南丹市        |
| 荒倉村     | 荒倉村              | 平屋村                     | 平屋村                     | 昭和30年4月1日 美山町             | 美山町                            | 平成18年1月1日 南丹市             | 南丹市        |
| 宮脇村     | 宮脇村              | 宮島村                     | 宮島村                     | 昭和30年4月1日 美山町             | 美山町                            | 平成18年1月1日 南丹市             | 南丹市        |
| 板橋村     | 板橋村              | 宮島村                     | 宮島村                     | 昭和30年4月1日 美山町             | 美山町                            | 平成18年1月1日 南丹市             | 南丹市        |
| 下吉田村   | 下吉田村            | 宮島村                     | 宮島村                     | 昭和30年4月1日 美山町             | 美山町                            | 平成18年1月1日 南丹市             | 南丹市        |
| 原村       | 原村                | 宮島村                     | 宮島村                     | 昭和30年4月1日 美山町             | 美山町                            | 平成18年1月1日 南丹市             | 南丹市        |
| 市場村     | 明治9年 静原村      | 宮島村                     | 宮島村                     | 昭和30年4月1日 美山町             | 美山町                            | 平成18年1月1日 南丹市             | 南丹市        |
| 野々中村   | 明治9年 静原村      | 宮島村                     | 宮島村                     | 昭和30年4月1日 美山町             | 美山町                            | 平成18年1月1日 南丹市             | 南丹市        |
| 和泉村     | 和泉村              | 宮島村                     | 宮島村                     | 昭和30年4月1日 美山町             | 美山町                            | 平成18年1月1日 南丹市             | 南丹市        |
| 上司村     | 上司村              | 宮島村                     | 宮島村                     | 昭和30年4月1日 美山町             | 美山町                            | 平成18年1月1日 南丹市             | 南丹市        |
| 沢田村     | 明治7年 長谷村      | 宮島村                     | 宮島村                     | 昭和30年4月1日 美山町             | 美山町                            | 平成18年1月1日 南丹市             | 南丹市        |
| 棚田村     | 明治7年 長谷村      | 宮島村                     | 宮島村                     | 昭和30年4月1日 美山町             | 美山町                            | 平成18年1月1日 南丹市             | 南丹市        |
| 島村       | 島村                | 宮島村                     | 宮島村                     | 昭和30年4月1日 美山町             | 美山町                            | 平成18年1月1日 南丹市             | 南丹市        |
| 萱野村     | 萱野村              | 大野村                     | 大野村                     | 昭和30年4月1日 美山町             | 美山町                            | 平成18年1月1日 南丹市             | 南丹市        |
| 大野村     | 大野村              | 大野村                     | 大野村                     | 昭和30年4月1日 美山町             | 美山町                            | 平成18年1月1日 南丹市             | 南丹市        |
| 川谷村     | 明治9年 三埜村      | 大野村                     | 大野村                     | 昭和30年4月1日 美山町             | 美山町                            | 平成18年1月1日 南丹市             | 南丹市        |
| 岩江土村   | 明治9年 三埜村      | 大野村                     | 大野村                     | 昭和30年4月1日 美山町             | 美山町                            | 平成18年1月1日 南丹市             | 南丹市        |
| 小笹尾村   | 明治9年 三埜村      | 大野村                     | 大野村                     | 昭和30年4月1日 美山町             | 美山町                            | 平成18年1月1日 南丹市             | 南丹市        |
| 肱谷村     | 肱谷村              | 大野村                     | 大野村                     | 昭和30年4月1日 美山町             | 美山町                            | 平成18年1月1日 南丹市             | 南丹市        |
| 小淵村     | 小淵村              | 大野村                     | 大野村                     | 昭和30年4月1日 美山町             | 美山町                            | 平成18年1月1日 南丹市             | 南丹市        |
| 向山村     | 向山村              | 大野村                     | 大野村                     | 昭和30年4月1日 美山町             | 美山町                            | 平成18年1月1日 南丹市             | 南丹市        |
| 樫原村     | 樫原村              | 大野村                     | 大野村                     | 昭和30年4月1日 美山町             | 美山町                            | 平成18年1月1日 南丹市             | 南丹市        |
| 音海村     | 音海村              | 大野村                     | 大野村                     | 昭和30年4月1日 美山町             | 美山町                            | 平成18年1月1日 南丹市             | 南丹市        |
| 南村       | 南村                | 知井村                     | 知井村                     | 昭和30年4月1日 美山町             | 美山町                            | 平成18年1月1日 南丹市             | 南丹市        |
| 北村       | 北村                | 知井村                     | 知井村                     | 昭和30年4月1日 美山町             | 美山町                            | 平成18年1月1日 南丹市             | 南丹市        |
| 知見中村   | 明治12年 中村       | 知井村                     | 知井村                     | 昭和30年4月1日 美山町             | 美山町                            | 平成18年1月1日 南丹市             | 南丹市        |
| 知井中村   | 明治12年 中村       | 知井村                     | 知井村                     | 昭和30年4月1日 美山町             | 美山町                            | 平成18年1月1日 南丹市             | 南丹市        |
| 河内谷村   | 河内谷村            | 知井村                     | 知井村                     | 昭和30年4月1日 美山町             | 美山町                            | 平成18年1月1日 南丹市             | 南丹市        |
| 下村       | 下村                | 知井村                     | 知井村                     | 昭和30年4月1日 美山町             | 美山町                            | 平成18年1月1日 南丹市             | 南丹市        |
| 知見村     | 知見村              | 知井村                     | 知井村                     | 昭和30年4月1日 美山町             | 美山町                            | 平成18年1月1日 南丹市             | 南丹市        |
| 江和村     | 江和村              | 知井村                     | 知井村                     | 昭和30年4月1日 美山町             | 美山町                            | 平成18年1月1日 南丹市             | 南丹市        |
| 田歌村     | 田歌村              | 知井村                     | 知井村                     | 昭和30年4月1日 美山町             | 美山町                            | 平成18年1月1日 南丹市             | 南丹市        |
| 芦生村     | 芦生村              | 知井村                     | 知井村                     | 昭和30年4月1日 美山町             | 美山町                            | 平成18年1月1日 南丹市             | 南丹市        |
| 白石村     | 白石村              | 知井村                     | 知井村                     | 昭和30年4月1日 美山町             | 美山町                            | 平成18年1月1日 南丹市             | 南丹市        |
| 佐々里村   | 佐々里村            | 知井村                     | 知井村                     | 昭和30年4月1日 美山町             | 美山町                            | 平成18年1月1日 南丹市             | 南丹市        |
| 棚村       | 明治9年 鶴ヶ岡村    | 鶴ヶ岡村                   | 鶴ヶ岡村                   | 昭和30年4月1日 美山町             | 美山町                            | 平成18年1月1日 南丹市             | 南丹市        |
| 殿村       | 明治9年 鶴ヶ岡村    | 鶴ヶ岡村                   | 鶴ヶ岡村                   | 昭和30年4月1日 美山町             | 美山町                            | 平成18年1月1日 南丹市             | 南丹市        |
| 船津村     | 明治9年 鶴ヶ岡村    | 鶴ヶ岡村                   | 鶴ヶ岡村                   | 昭和30年4月1日 美山町             | 美山町                            | 平成18年1月1日 南丹市             | 南丹市        |
| 河合村     | 明治9年 鶴ヶ岡村    | 鶴ヶ岡村                   | 鶴ヶ岡村                   | 昭和30年4月1日 美山町             | 美山町                            | 平成18年1月1日 南丹市             | 南丹市        |
| 今宮村     | 明治9年 高野村      | 鶴ヶ岡村                   | 鶴ヶ岡村                   | 昭和30年4月1日 美山町             | 美山町                            | 平成18年1月1日 南丹市             | 南丹市        |
| 栃原村     | 明治9年 高野村      | 鶴ヶ岡村                   | 鶴ヶ岡村                   | 昭和30年4月1日 美山町             | 美山町                            | 平成18年1月1日 南丹市             | 南丹市        |
| 砂木村     | 明治9年 高野村      | 鶴ヶ岡村                   | 鶴ヶ岡村                   | 昭和30年4月1日 美山町             | 美山町                            | 平成18年1月1日 南丹市             | 南丹市        |
| 松尾村     | 明治9年 豊郷村      | 鶴ヶ岡村                   | 鶴ヶ岡村                   | 昭和30年4月1日 美山町             | 美山町                            | 平成18年1月1日 南丹市             | 南丹市        |
| 神谷村     | 明治9年 豊郷村      | 鶴ヶ岡村                   | 鶴ヶ岡村                   | 昭和30年4月1日 美山町             | 美山町                            | 平成18年1月1日 南丹市             | 南丹市        |
| 名島村     | 明治9年 豊郷村      | 鶴ヶ岡村                   | 鶴ヶ岡村                   | 昭和30年4月1日 美山町             | 美山町                            | 平成18年1月1日 南丹市             | 南丹市        |
| 洞村       | 明治9年 豊郷村      | 鶴ヶ岡村                   | 鶴ヶ岡村                   | 昭和30年4月1日 美山町             | 美山町                            | 平成18年1月1日 南丹市             | 南丹市        |
| 上吉田村   | 明治9年 盛郷村      | 鶴ヶ岡村                   | 鶴ヶ岡村                   | 昭和30年4月1日 美山町             | 美山町                            | 平成18年1月1日 南丹市             | 南丹市        |
| 林村       | 明治9年 盛郷村      | 鶴ヶ岡村                   | 鶴ヶ岡村                   | 昭和30年4月1日 美山町             | 美山町                            | 平成18年1月1日 南丹市             | 南丹市        |
| 大及村     | 明治9年 盛郷村      | 鶴ヶ岡村                   | 鶴ヶ岡村                   | 昭和30年4月1日 美山町             | 美山町                            | 平成18年1月1日 南丹市             | 南丹市        |
| 田土村     | 明治9年 盛郷村      | 鶴ヶ岡村                   | 鶴ヶ岡村                   | 昭和30年4月1日 美山町             | 美山町                            | 平成18年1月1日 南丹市             | 南丹市        |
| 山森村     | 明治9年 福居村      | 鶴ヶ岡村                   | 鶴ヶ岡村                   | 昭和30年4月1日 美山町             | 美山町                            | 平成18年1月1日 南丹市             | 南丹市        |
| 脇村       | 明治9年 福居村      | 鶴ヶ岡村                   | 鶴ヶ岡村                   | 昭和30年4月1日 美山町             | 美山町                            | 平成18年1月1日 南丹市             | 南丹市        |
| 熊壁村     | 明治9年 福居村      | 鶴ヶ岡村                   | 鶴ヶ岡村                   | 昭和30年4月1日 美山町             | 美山町                            | 平成18年1月1日 南丹市             | 南丹市        |
| 庄田村     | 明治9年 福居村      | 鶴ヶ岡村                   | 鶴ヶ岡村                   | 昭和30年4月1日 美山町             | 美山町                            | 平成18年1月1日 南丹市             | 南丹市        |
| 神吉下村   | 明治7年 神吉村      | 神吉村                     | 神吉村                     | 昭和30年4月1日 船井郡八木町に編入 | 八木町                            | 平成18年1月1日 南丹市             | 南丹市        |
| 神吉和田村 | 明治7年 神吉村      | 神吉村                     | 神吉村                     | 昭和30年4月1日 船井郡八木町に編入 | 八木町                            | 平成18年1月1日 南丹市             | 南丹市        |
| 神吉上村   | 明治7年 神吉村      | 神吉村                     | 神吉村                     | 昭和30年4月1日 船井郡八木町に編入 | 八木町                            | 平成18年1月1日 南丹市             | 南丹市        |

### 主な出来事
- 1959年（昭和34年）8月14日 - 昭和34年台風第7号が接近。亀岡市、船井郡と合わせて死者12人、浸水家屋2万2000戸などの被害[1]。

## 行政
歴代郡長
| 代 | 氏名 | 就任年月日                | 退任年月日                | 備考                   |
| -- | ---- | ------------------------- | ------------------------- | ---------------------- |
| 1  |      | 明治11年（1879年）4月10日 |                           |                        |
|    |      |                           | 大正15年（1926年）6月30日 | 郡役所廃止により、廃官 |